# Il labirinto magico (gioco da tavolo)
Il Labirinto magico (nome originale tedesco Das magische Labyrinth) è un gioco da tavolo per bambini ideato da Dirk Baumann e pubblicato nel 2009 da Drei Magier Spiele.

## Ambientazione
Apprendisti maghi esplorano con curiosità il labirinto magico alla ricerca dei simboli magici, ma i grandi maghi giocano continuamente qualche tiro ai bambini: come per magia le strade si chiudono e nascondono tortuosi percorsi.

## Regole e materiali

### Materiali
- 1 tabellone di gioco a più livelli consistente in un labirinto sotterraneo;
- 24 muri di legno;
- 24 gettoni con simboli magici;
- 1 sacchetto di stoffa;
- 1 dado a sei facce numerate: 1, 2, 2, 3, 3, 4;
- 4 maghi colorati (calamitati);
- palline di metallo.

### Regole di gioco
Ogni giocatore cerca di raggiungere e collezionare per primo 5 simboli magici superando gli invisibili ostacoli del labirinto.
Prima di iniziare il gioco si deve montare il labirinto sotterraneo posizionando un certo numero di muri di legno, da 19 a 24 a seconda della difficoltà di gioco, creando un percorso che permetta di raggiungere tutti i punti del labirinto, ovvero non si devono creare percorsi chiusi. Poi si posiziona sopra a questo il piano base, dove sono raffigurati i vari simboli magici da raggiungere, nascondendo alla vista il percorso del labirinto.
Ogni giocatore sceglie un mago e lo posiziona nella casella di partenza in uno dei quattro angoli; sotto a ciascun mago e sotto al piano si posiziona una pallina di metallo, finché sarà trattenuta dalla calamita del mago.
Si estrae un gettone a caso dal sacchetto: tutti gli apprendisti maghi devono, a turno e tirando il dado, raggiungere e prendere il gettone prima degli altri; cercando però di non far cadere la pallina, che può sbattere contro i muri del labirinto, nascosti alla vista.
Se sbatti contro una muraglia, la pallina cade e finisce in uno dei quattro angoli: il mago ritorna all'angolo di partenza e il turno passa al mago successivo.
Vince il mago che per primo raccoglie 5 simboli magici.

## Premi e riconoscimenti
Il gioco ha vinto i seguenti premi:
- 2006 - Kinderspiel des Jahres (Gioco per bambini dell'anno)[2];